# Линн, Стэн
Стэнли Линн (англ. Stanley Lynn; 18 июня 1928 — 29 апреля 2002) — английский футболист, игравший на позиции правого защитника (фулбэка). Провёл 447 матчей в Футбольной лиге Англии за команды «Аккрингтон Стэнли», «Астон Вилла» и «Бирмингем Сити», отличившись 64 раза.

## Биография
Уроженец Болтона (Ланкашир), родился и вырос на Бэшол-стрит (англ. Bashall Street), у Чорли-Олд-Роуд (англ. Chorley Old Road). Играл на позиции правого защитника. Начинал играть за команды школ Девоншир-Роуд и Уайткрофт-Роуд, позже дебютировал в команде «Уитуортс». С 14 лет работал на хлопчатобумажном комбинате Масгрейв, пока его не заметил скаут из клуба «Аккрингтон Стэнли». Начал карьеру в июле 1947 года за клуб «Аккрингтон Стэнли», сыграв 35 матчей за клуб. В марте 1950 года приобретён за 10 тысяч фунтов стерлингов клубом «Астон Вилла». В 1954 году стал игроком основного состава команды, до 1960 года играл за команду; в 1957 году выиграл Кубок Англии, в 1960 году выиграл Второй дивизион Футбольной лиги, а в 1961 году выиграл Кубок Футбольной лиги. В январе 1958 года Линн стал первым защитником-фулбэком, оформившим хет-трик: это произошло в матче против «Сандерленда». Сыграл 323 матча за клуб и забил 38 голов.
В октябре 1961 года он перешёл в клуб «Бирмингем Сити», принципиальный противник «Астон Виллы», однако к тому моменту он уже потерял свою скорость. Он сыграл почти 150 матчей за пять лет и помог команде выиграть в 1963 году Кубок Футбольной лиги, а в сезоне 1964/1965 стал лучшим бомбардиром клуба. Позже он продолжил карьеру в «Стаурбридже», завершив карьеру в 1968 году. Выступал за команду звёзд клуба «Астон Вилла» до 1985 года. Работал в магазине запчастей Lucas в Бирмингеме. В футболе он носил прозвище «Стэн-Бац» (англ. Stan the Wham), обладал мощным ударом с правой ноги благодаря «бьющим бутсам» (англ. Booming Boots). По воспоминаниям родственников, удар Линна был таким мощным, что он даже не целился при пенальти в угол ворот, а бил прямо во вратаря.
Был дважды женат, оставил двоих детей. Также у него была сестра Сильвия Кроссли. Скончался от болезни Альцгеймера. Будучи игроком разных команд, всю свою жизнь он болел за «Болтон Уондерерс».

## Достижения
- Обладатель Кубка Англии: 1956/1957
- Победитель Второго дивизиона Футбольной лиги: 1959/1960
- Обладатель Кубка Футбольной лиги: 1960/1961, 1962/1963